# Kadiradevarahalli, Gauribidanur
Kadiradevarahalli là một làng thuộc tehsil Gauribidanur, huyện Chikkaballapur, bang Karnataka, Ấn Độ.